# 汪道涵
汪 道涵（おうどうかん、ワン・ダオハン、1915年3月27日 - 2005年12月24日）は、中華人民共和国の政治家。現副総理、前広東省委書記の汪洋は甥。

## 人物
安徽省明光市出身。
1938年3月に中国共産党入党、中華人民共和国成立後は第1機械工業次官や対外経済連絡次官などを歴任。
1981年4月から1985年7月まで上海市の市長を務めた。
1991年の海峡両岸関係協会設立と同時に会長に就任し、1993年にシンガポールで中華民国（台湾）の海峡交流基金会の辜振甫董事長との辜汪会談を実現させ、1990年代の中台当局間の公式対話を牽引した。

## 江沢民との関係
江沢民を第一機械工業部の電子工業部長に引き上げ、1985年には上海市長に推挙した。